# Норман Неймарк
Но̀рман Нѐймарк (на английски: Norman Naimark, [ˈnɔɹmən ˈneɪmɑːrk]) е американски историк.
Роден е през 1944 година в Ню Йорк в еврейско семейство на имигранти от Галиция. Учи в Станфордския университет, където получава бакалавърска (1966), магистърска (1968) и докторска степен (1972) по история. След това преподава в Бостънския и Харвардския университет, а от 1988 година – в Станфордския университет, като сътрудничи и на Института „Хувър“. Работи главно в областта на най-новата история на Източна Европа и извършваните в региона етнически прочиствания и геноцид.